# Aeroportul La Rochelle – Île de Ré
Aeroportul La Rochelle – Île de Ré (în franceză Aéroport de La Rochelle Île de Ré) (IATA: LRH, ICAO: LFBH) este un aeroport din La Rochelle, Arondismentul La Rochelle, Charente-Maritime, Nouvelle-Aquitaine, Franța metropolitană, Franța ce deservește zona La Rochelle. Aeroportul a fost tranzitat în 2022 de 180.993 de pasageri. A fost deschis în 1934 și numit după zona deservită.
Situat la o altitudine de 23 m, aeroportul dispune de 1 pistă.

## Infrastructură

### Piste
Aeroportul dispune de o singură pistă. Pista are orientarea 09/27.